# Gillette Stadium
Gillette Stadium – wielofunkcyjny stadion w mieście Foxborough w Stanach Zjednoczonych. Najczęściej używany jest jako stadion futbolu amerykańskiego, a swoje mecze rozgrywa na nim drużyna New England Patriots. Arena jest również miejscem, gdzie gra drużyna piłkarska New England Revolution. Stadion może pomieścić 68 756 widzów. Koszt budowy obiektu wyniósł 325 milionów dolarów. Pierwszy mecz został rozegrany 9 września 2002.
W 2016 roku Gillette Stadium był jedną z aren Copa América Centenario.